# Баймухаметов, Сергазы Кабиевич
Сергазы Кабиевич Баймухаметов (каз. Серғазы Қабиұлы Баймұхаметов, род. 23 апреля 1936; Каратальский район, Алматинская область, Казахская ССР, СССР) — советский и казахский крупный организатор угольной промышленности, талантливый горный инженер и учёный, доктор технических наук (1990). Лауреат Государственной премии СССР (1975).

## Биография
Сергазы Кабиевич Баймухаметов Родился в 1936 году на станции Уштобе Каратальского района Алматинской области. Происходит из рода таракты племени аргын.
В 1958 году окончил горный факультет Казахского горно-металлургического института по специальности «Разработка месторождений полезных ископаемых».
В 1990 году защитил почётное учёное звание доктора технических наук, тема диссертации: «Разработка способов управления вентиляцией и газовыделением в шахтах для обеспечения безопасных условия интенсивной добычи угля».
С 1979 по 1992 годы — горный мастер, начальник участка, главный инженер, директор шахты комбината «Карагандауголь» и главный инженер, директор производственного объединения «Карагандауголь».
С 1992 по 1994 годы — занимал руководящие должности гос. холдинговой компании «Комир».
С 1996 года — технический директор угольного департамента АО «Испат Кармет».
Автор монографии: «Прогрессивные технологии выемки пожароопасности пластов с кремотогным проветриванием» (1989), «Предупреждение самонагревания и тушение эндогенных пожаров в выработанным пространстве» (1991) и др.

## Награды и звания
- 1975 — Государственная премия СССР в области науки и техники за наиболее эффективное использование новой горной техники.
- 1979 — Премия Совета Министров СССР за разработку и широкое внедрение бесцеликовой технологии выемки.
- 1980 — Премия имени академика А. А. Скочинского за работу «Разработка и внедрение комплексного способа дегазации разрабатываемых пластов с применением гидроразрыва»
- 1998 — Орден Дружбы (Россия) за большой личный вклад в развитие угольной промышленности России, укрепление дружественных отношений и сотрудничества между народами[3]
- Указом Президиума Верховного Совета СССР награжден орденами «Октябрьской Революции», «Трудового Красного Знамени» и медалями.
- Награждён Почетной грамотой Верховного Совета Казахской ССР и др.
- Почётное звания «Заслуженный деятель Республики Казахстан».